# NGC 1853
NGC 1853 (другие обозначения — ESO 158-22, AM 0511-572, IRAS05114-5727, PGC 16911) — спиральная галактика в созвездии Золотой Рыбы. Открыта Джоном Гершелем в 1834 году. Описание Дрейера: «тусклый, маленький объект, сильно вытянутый в позиционном угле 45°, немного более яркий в середине, к северо-востоку расположена звезда 11-й величины». Галактика содержит протяжённый источник излучения в миллиметровом диапазоне.
Этот объект входит в число перечисленных в оригинальной редакции «Нового общего каталога».